# AEL 1964
Athlitiki Enosi Larissas 1964 (grekiska: Αθλητική Ένωση Λάρισας 1964) är en grekisk fotbollsklubb från staden Larissa som grundades 1964. Klubben spelade säsongen 2010-11 i Grekiska Superligan och på fotbollsstadion Alkazar som tar 13 108 vid fullsatt. I november 2010 flyttade laget hemarena till den då nybyggda arenan AEL FC Arena, som rymmer 16 118 personer vid fullsatt.
Larissa är den enda klubben utanför de grekiska storstäderna Aten och Thessaloníki som blivit grekiska mästare (1988).